# Кад фтичеки попевлеју
„Кад фтичеки попевлеју” је југословенски ТВ филм из 1988. године. Режирао га је Миливој Пухловски а сценарио је написао Младен Керстнер.

## Улоге
| Глумац           | Улога |
| ---------------- | ----- |
| Крешимир Зидарић |       |
| Марија Секелез   |       |
| Иво Фици         |       |
| Бисерка Ипса     |       |
| Дарко Срића      |       |
| Хермина Пипинић  |       |
| Владимир Пухало  |       |
| Вања Матујец     |       |

Остале улоге  ▼
| Глумац        | Улога |
| ------------- | ----- |
| Марија Кон    |       |
| Ангел Паласев |       |
| Емил Глад     |       |
| Заим Шеховић  |       |